# Constant Jozeph Alban

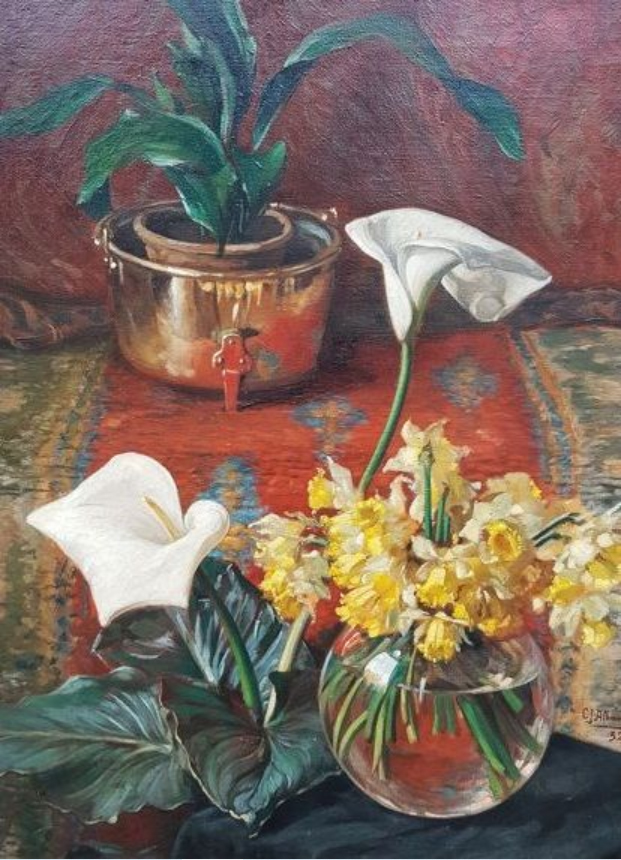
Stillleben

Constant Jozeph Alban (* 20. Januar 1873 in Rotterdam; † 6. Juni 1944 ebenda) war ein niederländischer Porträt-, Stillleben- und Landschaftsmaler sowie Radierer und Möbeldesigner.

## Leben
Alban erhielt seine Ausbildung an der Academie voor Beeldende Kunsten Rotterdam. Er war unter anderem Schüler von Jan de Jong und Alexander Henri Robert van Maasdijk.
Er malte Porträts, Stillleben und Landschaften. Er war Mitglied der Rotterdamer Künstlervereinigung und seit 1915 der „Kunstenaarsvereniging Sint Lucas“ in Amsterdam.
Neben seiner Tätigkeit als Maler war Alban als Möbel- und Innenarchitekt tätig. Er entwarf Möbel für die Fabrik von H. Pander & Zn. Er lebte und hatte ein Atelier in der Van den Hoonaardstraat 11a und gab dort auch Mal- und Zeichenunterricht.